# مغيش يمينة
مَغِّيْش يَمِينَة الملقبة بـ "دَلِيلة" (21 ديسمبر1941 - فبراير 1959) مناضلة جزائرية.

## سيرتها
وُلدت مَغِّيْش يَمِينَة في مدينة جديوية بولاية غليزان في الجزائر، بتاريخ 21 ديسمبر1941.
درست في مدينة غليزان، وكانت تقيم ببيت بلحاج عابد عتيقة. وباندلاع الثورة التحريرية، التحقت يمينة بصفوف جيش التحرير الوطني سنة 1957. وكانت إحدى أربع طالبات من بلدية غميزات اللواتي التحقنَ بصفوف جيش التحرير الوطني بالمنطقة الرابعة الولاية الخامسة التاريخية ممرِّضة وعمرها لم يكن يتجاوز 16 سنة، رفقة الطالبة بلحاج عابد عتيقة، والمجاهدتين وزاني زليخة المدعوَّة "نوارة"، وأختها وزاني يمينة المدعوَّة "حفصة".
وفي سنة 1958، تزوَّجها النقيب زناسني عبد القادر وولدت له ولدا أسمته الحسن.

## وفاتها
توفيت في فبراير 1959 مع مجموعة من المجاهدين والمجاهدات عندما فرضت القوات الفرنسية حصارًا على منطقة الونشريس، أما ابنها فقد عُثر عليه حيًّا، فقتله أحد جنود الاحتلال الفرنسي.

## الإرث
خُلِّد اسم مغيش يمينة على العديد من المؤسسات التعليمية:

### على المستوى المحلي
- متوسطة مغيش يمينة بمدينة بغليزان[3]
- مركز التكوين المهني والتمهين بغليزان[4]

### على المستوى الوطني
- المركز الوطني للخبرة الطبية للمستخدمين الملاحين